# Болле, Роберто
Роберто Болле (итал. Roberto Bolle; род. 26 марта 1975, Казале Монферрато)  — итальянский танцовщик. В настоящее время  — ведущий солист Американского театра балета и балетной труппы Ла Скала. Болле также регулярно выступает в качестве приглашённого артиста с ведущими мировыми компаниями, в том числе Королевским театром, Мариинским балетом, Большим театром и балетом Парижской оперы.
Со своим танцем он выступал на открытии Олимпийских игр в Турине в феврале 2006 года.  
В октябре 2000 года он открыл сезон в Оперном театре Ковент-Гарден в Лондоне, выступая в «Лебедином озере», а в ноябре его пригласил Большой балет в честь 75-летия Майи Плисецкой, где Роберто танцевал в присутствии президента России Владимира Путина. Также он танцевал в Букингемском дворце перед королевой по случаю 50-летия восшествия на престол королевы Елизаветы.    1 апреля 2004 года, в честь Дня молодёжи, Роберто Болле танцевал на площади Святого Петра в Риме перед  Иоанном Павлом II.
В 2009 году на Всемирном экономическом форуме в Давосе  награждён премией  «Молодой мировой лидер». С 1999 года танцовщик является послом доброй воли организации ЮНИСЕФ. В этом качестве он посетил Судан (2006) и ЦАР (2010).
В 2012 году стал кавалером Рыцарского ордена Итальянской Республики за заслуги в области культуры, через два года получил золотую медаль ЮНЕСКО за художественный вклад. В январе 2018 года он выступил на открытии Всемирного экономического форума в Давосе.
Болле появляется во многих журналах моды и стиля в качестве модели.  У него также есть соглашение с Джорджо Армани, который снабжает его одеждой.
Организатор шоу «Роберто Болле и друзья», куда приглашает как уже популярных артистов,  так и начинающих.